# Ommatius clava
Ommatius clava är en tvåvingeart som beskrevs av Scarbrough och Marascia 1999. Ommatius clava ingår i släktet Ommatius och familjen rovflugor.
Artens utbredningsområde är Filippinerna. Inga underarter finns listade i Catalogue of Life.